# Martin Mutschmann
Martin Mutschmann (ur. 9 marca 1879 w Hirschbergu, zm. 14 lutego 1947 w Moskwie) – nazista, członek Narodowego Związku Zaczepno-Obronnego (od 1919), od 1907 fabrykant koronek, od czerwca 1925 gauleiter Saksonii, od 1933 namiestnik Rzeszy dla tego landu, od 1 marca 1935 premier Saksonii. Deputowany Reichstagu z okręgu wyborczego 30 (Chemnitz-Zwickau) (od 1930). Po bombardowaniu Drezna 13 i 14 lutego 1945 koordynator akcji usuwania skutków nalotu. 14 kwietnia 1945 ogłosił Drezno twierdzą i nakazał obronę tego miasta za wszelką cenę.
16 maja 1945 aresztowany przez Armię Czerwoną i wywieziony do ZSRR. W czerwcu 1946 stanął przed sądem wojskowym, 30 stycznia 1947 skazany na karę śmierci, po czym rozstrzelany w dniu 14 lutego 1947.